# Matt Jones (baloncestista)
Matthew Elliot "Matt" Jones (Desoto, Texas, 5 de diciembre de 1994) es un exbaloncestista estadounidense. Con 1,96 metros de estatura, jugaba en la posición de escolta. Es hermano del también baloncestista profesional Mason Jones.

## Trayectoria deportiva

### Universidad
Tras disputar en 2013 el prestigioso McDonald's All-American Game, jugó cuatro temporadas con los Blue Devils de la Universidad de Duke, en las que promedió 6,4 puntos, 2,2 rebotes y 1,4 asistencias por partido. En 2015 ganó con su equipo el Torneo de la NCAA, derrotando a Wisconsin en la final.
En su última temporada fue incluido en el mejor quinteto defensivo de la Atlantic Coast Conference.

### Profesional
Tras no ser elegido en el Draft de la NBA de 2017, fue invitado por los Houston Rockets a participar en las Ligas de Verano de la NBA, disputando dos partidos en los que promedió 5,0 puntos y 3,0 reebotes por partido. En el mes de septiembre firmó contrato con Sacramento Kings para ser asignado a su filial en la NBA G League, los Reno Bighorns.
Jugó dos temporadas allí, migrando luego al Bank of Taiwan en 2019.